# Bharatpur (huyện)
Huyện Bharatpur là một huyện thuộc bang Rajasthan, Ấn Độ. Thủ phủ huyện Bharatpur đóng ở Bharatpur. Huyện Bharatpur có diện tích 5066 ki lô mét vuông. Đến thời điểm năm 2001, huyện Bharatpur có dân số 2098323 người.